# Joshua Leakey

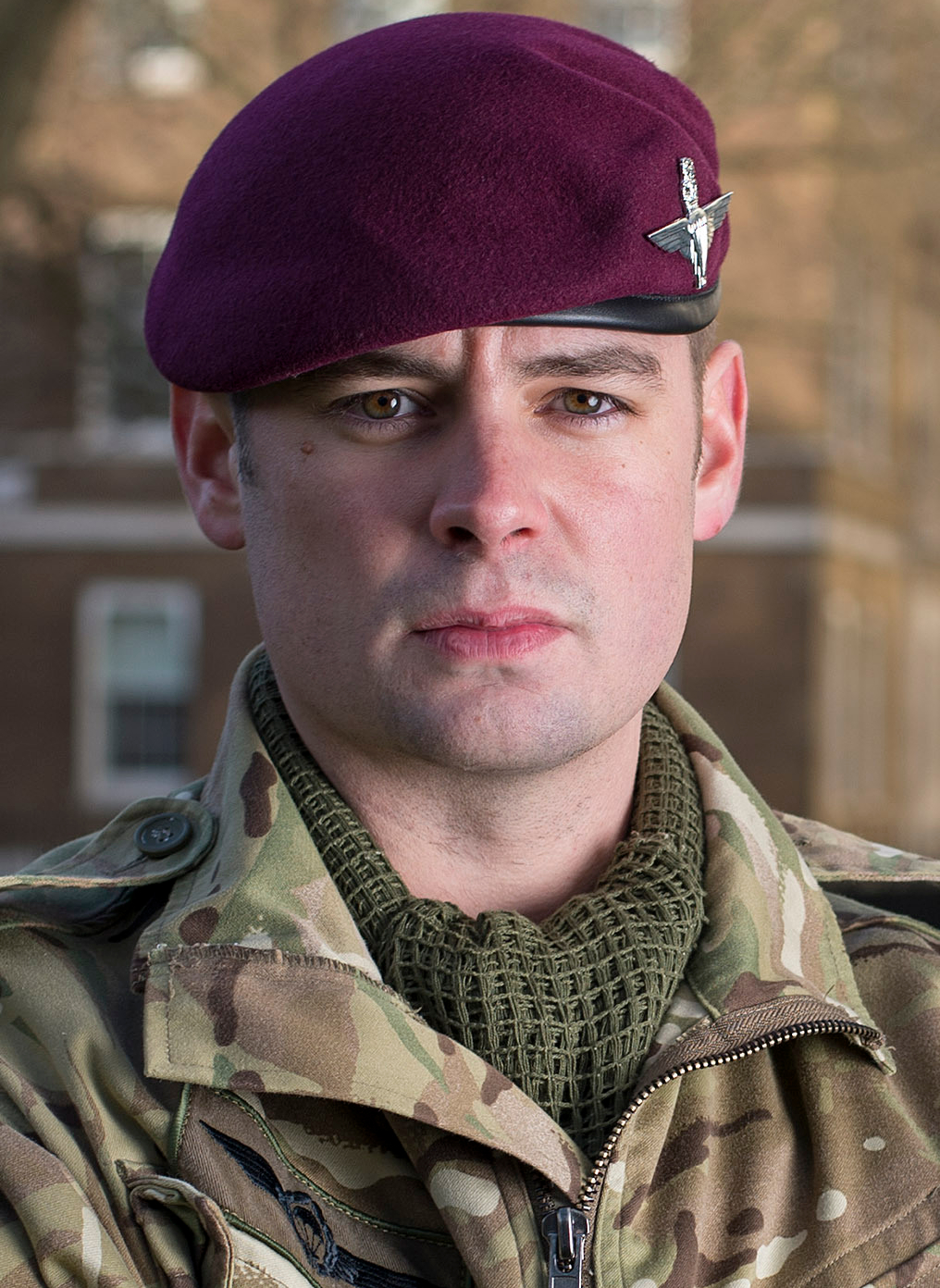
Vicekorpral Joshua Leakey. VC.

Joshua Leakey, VC, född 1988 är en vicekorpral vid Parachute Regiment, Storbritanniens armé. Han belönades med Viktoriakorset 2015 för sina insatser i strid i Helmandprovinsen, Afghanistan. En stridspatrull som vicekorpral Leakey ingick i blev 2013 utsatt för ett eldöverfall varvid han tog kontroll över situationen sedan patrullchefen (en amerikansk kapten) blivit sårad. Under uppenbar livsfara bekämpade han fienden, tog hand om den sårade kaptenen och organiserade evakuering och flygunderstöd.